# Yayantique
Yayantique es un distrito municipio del departamento de La Unión, El Salvador. De acuerdo al censo oficial de 2024, tiene una población de 5.847 habitantes, lo que lo convierte en el distrito número 15 de 18 del departamento, y 189 de 262 a nivel nacional en términos de población.

## Historia
Los pobladores originales de este lugar fueron lencas. Una crónica del año 1689 anotaba que la aldea tenía 120 personas de confesión, y que estaba situado en un cerro alto y pedregoso. En 1770, como cabecera del curato de Conchagua, ostentaba unos 472 pobladores repartidos en 77 familias. A partir de 1786 fue incorporado al partido de San Alejo. Después de ser segregado de San Miguel, comenzó a formar parte del departamento de La Unión desde 1865. La evolución del nombre de este sitio ha sido Yayan (1549), San Juan Yayantique (1574) y Yayantique (1577, 1808).

## Información general
El distrito cubre un área de 41,85 km² y la cabecera tiene una altitud de 300 m s. n. m. El topónimo Lenca salvadoreño Yayantique significa «Cerro de los Capulines» y las fiestas patronales se celebran en el mes de febrero en honor a la Virgen de Candelaria.